# رودلف كراوس (أستاذ جامعي)
رودلف كراوس (بالألمانية: Rudolf Kraus)‏ هو عالم مناعة نمساوي، ولد في 31 أكتوبر 1868 في ملادا بوليسلاف في التشيك، وتوفي في 16 يوليو 1932 في سانتياغو في تشيلي.